# 陈桂春住宅
31°14′20″N 121°30′09″E / 31.23886°N 121.50259°E
陈桂春住宅，又名颖川小筑，位于中华人民共和国上海市浦东新区陆家嘴绿地南侧陆家嘴东路15号，是一个民国时期住宅建筑、上海市文物保护单位。

## 特点
陈桂春住宅为三进两庭建筑，占地面积1103平方米，由南至北依次为前厅、小天井、仪门、门厅、大天井、后厅。使用西式三角形山花墙，并配以中式青砖、红砖交互砌的平房结构。1925年，陈桂春在修建完成后，该院落作为其住宅。抗日战争爆发后，侵华日军占领，并修建为日本宪兵司令部。抗日战争胜利后，此地改为国民党上海警备司令部特务机关部，先后关押大量中共地下党，包括李白。
1996年陆家嘴中心绿地拆迁，这座民宅得以保留。1997年4月，上海浦东新区政府委托陆家嘴开发公司对旧居重新修葺，并于7月1日开发为陆家嘴开放陈列馆。后改为吴昌硕纪念馆使用。2003年，住宅被认定为浦东新区文物保护单位。2014年4月4日，上海市人民政府认定陈桂春住宅为上海市文物保护单位。